# Lasy Suchedniowskie
Lasy Suchedniowskie este o arie protejată (sit de importanță comunitară — SCI) din Polonia întinsă pe o suprafață de 19.120,89 ha, integral pe uscat.

## Localizare
Centrul sitului Lasy Suchedniowskie este situat la coordonatele 51°02′43″N 20°41′31″E / 51.0453°N 20.692°E.

## Înființare
Situl Lasy Suchedniowskie a fost declarat sit de importanță comunitară în august 2007 pentru a proteja 15 specii de animale.

## Biodiversitate
Situată în ecoregiunea continentală, aria protejată conține 11 habitate naturale: Formațiuni ierboase bogate în specii de Nardus, dezvoltate pe substraturi silicioase în zone montane (și în zone submontane, în Europa continentală), Pajiști cu Molinia pe soluri calcaroase, turboase sau argilos-nămoloase (Molinion caeruleae), Fânețe de joasă altitudine (Alopecurus pratensis, Sanguisorba officinalis), Turbării active, Mlaștini turboase de tranziție și turbării mișcătoare, Păduri de fag Luzulo-Fagetum, Păduri de fag Asperulo-Fagetum, Păduri de stejar și carpen Galio-Carpinetum, Mlaștini împădurite, Păduri aluvionare cu Alnus glutinosa și Fraxinus excelsior (Alno-Padion, Alnion incanae, Salicion albae), Păduri de brad Holy Cross (Abietetum polonicum).
La baza desemnării sitului se află mai multe specii protejate:
- amfibieni (2): buhai de baltă cu burta roșie (Bombina bombina), triton cu creastă (Triturus cristatus)
- mamifere (5): liliac cârn (Barbastella barbastellus), lupul (Canis lupus), castor (Castor fiber), vidră de râu (Lutra lutra), liliac comun (Myotis myotis)
- nevertebrate (7): Boros schneideri, Cucujus cinnaberinus, fluturele auriu (Euphydryas aurinia), libelule (Leucorrhinia pectoralis), Phengaris teleius, gândacul de apă (Rhysodes sulcatus), Vertigo angustior
- pești (1): Eudontomyzon mariae